# Regularitätstheorie (Philosophie)
Die Regularitätstheorie der Kausalität stammt aus dem 18. Jahrhundert und geht auf den Philosophen David Hume zurück. Hume setzte sich mit dem britischen Empirismus auseinander und stellte sich in diesem Zusammenhang die Frage, ob man von einzelnen Beobachtungen auf ein physikalisches Gesetz schließen könne (Induktionsproblem).
Hume erklärte den Zusammenhang zwischen Ursachen und Wirkungen zu einer Sache der bloßen Gewohnheit. Weil sich auf gleiche Ursachen gleiche Wirkungen einstellen, wie Hitze auf Feuer, gehen wir von einem Zusammenhang aus. Aber lediglich die Erfahrung der Regularität (constant conjunction) lässt nach Hume diesen Schluss zu. Vorstellungen von einer Kraft, die von der Ursache ausgeübt werde, oder von einer notwendigen Verknüpfung von Ursache und Wirkung, lassen sich nicht halten. Hume unterschied die notwendige und hinreichende Bedingung für das Zustandekommen einer Wirkung. Seine Betrachtungen beschränkten sich nicht auf naturwissenschaftliche Phänomene, sondern schlossen die sozialen und politischen noch selbstverständlich mit ein. Die Legitimität der Herrschaft, so folgerte er etwa, habe die Erfüllung ihrer Zwecke wie gemeinsames Wohlergehen als notwendige Bedingung, zu der die Akzeptanz des Auswahlprinzips dieser Herrschaft als hinreichende Bedingung hinzukommen müsse. Ein häufig erhobener Einwand gegen die Regularitätstheorie ist, dass man auch in Einzelfällen von einer Verbindung zwischen Ursache und Wirkung spreche, die sich schwer verallgemeinern ließen.
Weil im täglichen Leben zum Beispiel Unfälle oder Verbrechen auf Ursachen und verantwortliche Instanzen zurückgeführt werden müssen oder ein Funktionieren von technischen Verfahren unter bestimmten Bedingungen gewährleistet sein sollte, beruhen viele Schlussfolgerungen auf der Voraussetzung, dass sich Wirkungen regulär auf Ursachen zurückführen lassen. Zur Legitimation dieser Handlungsweise wäre es von Vorteil, Regularitäten zum Naturprinzip zu erklären (wie es der Determinismus anstrebt). Seit Humes Einwänden ist dies jedoch nicht gelungen. Theorien der Kausalität haben sich längere Zeit nicht mit einer Regularität der Verbindung zwischen Ursache und Wirkung befasst und Kontrafaktuale oder probabilistische Aussagen bevorzugt. John Leslie Mackie hat Humes Ansatz mit der INUS-Bedingung präzisiert und erweitert. Seit etwa 2000 gibt es wieder ein gewisses Interesse an Regularitätstheorien.